# Oribatula nayoroensis
Oribatula nayoroensis är en kvalsterart som beskrevs av Fujita och K. Fujikawa 1987. Oribatula nayoroensis ingår i släktet Oribatula och familjen Oribatulidae. Inga underarter finns listade i Catalogue of Life.